# Michael Albasini

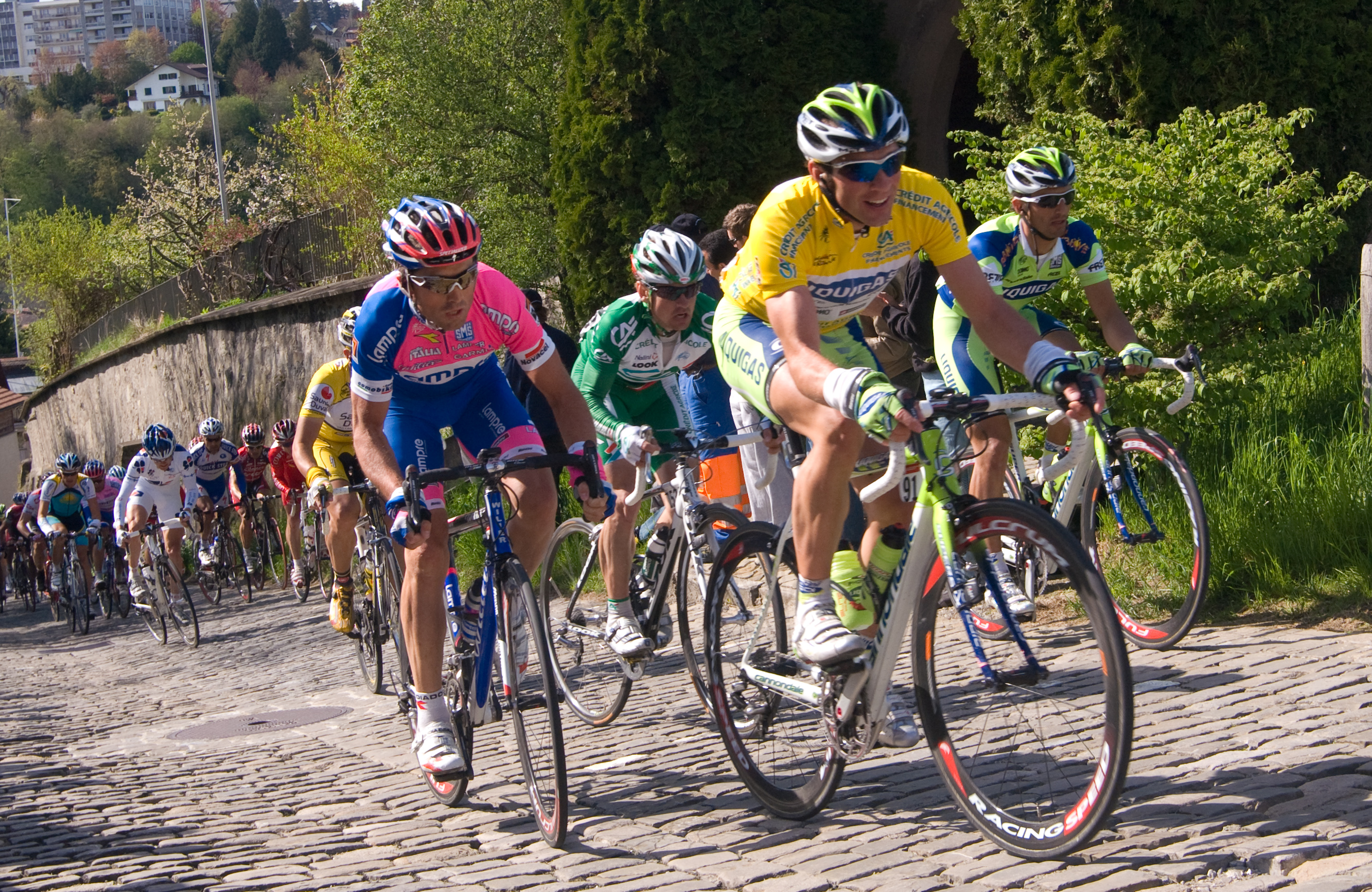
Im Leadertrikot während der Tour de Romandie 2008

Michael Albasini (* 20. Dezember 1980) ist Schweizer Radsport-Nationaltrainer und ehemaliger Radrennfahrer. Er gewann während seiner Karriere als Aktiver sowohl die Gesamtwertung kürzerer Etappenrennen als auch vornehmlich im Sprint einzelne Etappen und Eintagesrennen.

## Werdegang
Michael Albasini gewann 1998 als Junior die Schweizer Meisterschaft im Strassenrennen und am Berg. In den Jahren 2001 und 2002 fuhr er als Stagiaire für die italienische Mannschaft Fassa Bortolo und belegte für dieses Team 2001 den vierten Rang bei der Ster Elektrotoer. 2002 wurde er Strassen-Europameister in der Kategorie U23.
2003 begann er bei Phonak Hearing Systems seine internationale Karriere. Seine bedeutendste Platzierung in den zwei Jahren bei Phonak war ein fünfter Platz bei der Meisterschaft von Zürich 2004.
2005 wechselte Albasini zur italienischen Mannschaft Liquigas, bei welcher er bis 2008 blieb. Bei der Tour de Suisse 2005 siegte er im Sprint einer siebenköpfigen Ausreissergruppe auf der fünften Etappe von Zurzach nach Altdorf und gewann damit seinen ersten ProTour-Wettbewerb in seiner Karriere. In diesem Jahr erhielt er wegen einer Verletzung der Meldepflicht vom Schweizer Radsportverband eine sechswöchige Dopingsperre und eine Geldstrafe in Höhe von 2000 Schweizer Franken.
In den folgenden Jahren gelangen Albasini als Mitglied der Radsportteams HTC-Highroad und Orica GreenEdge mehrere Etappensiege in Wettbewerben der UCI WorldTour bzw. der Vorgängerserie UCI ProTour: Er gewann zwei weitere Etappen der Tour de Suisse (2009 und 2012), eine Etappe der Baskenland-Rundfahrt 2009, eine Etappe der Vuelta a España 2011, eine Etappe bei Paris–Nizza 2013 und insgesamt sieben Etappen der Tour de Romandie, darunter drei Etappen 2014. Seinen bis dahin bedeutendsten Erfolg gelang ihm, als er die Gesamtwertung der Katalonien-Rundfahrt 2012 gewann und bei zwei Tagesabschnitten – einmal als Solist, einmal im Sprint des Vorderfeldes – siegte.
Ausserdem gewann Albasini die Gesamtwertungen der Österreich-Rundfahrt 2009, Tour of Britain 2010 und Tour des Fjords 2018. Er gewann 2011 und 2013 den Grossen Preis des Kantons Aargau, die italienischen Halbklassiker Tre Valli Varesine 2014 und Coppa Agostoni 2017.
Albasini beendete seine aktive Radsportlaufbahn nach den Strassen-Weltmeisterschaften. Anschliessend trat er die Nachfolge seines Vaters Marcello als Schweizer Nationaltrainer an; im Jahr 2021 werden Vater und Sohn noch gemeinsam für den Verband arbeiten.

## Rassismus-Vorwurf
Albasini soll den dunkelhäutigen Fahrer Kévin Réza bei der Tour de France 2014 als «dreckigen Neger» beleidigt haben. Albasinis Teamleitung teilte mit, beide Fahrer hätten sich ausgesprochen und das «Missverständnis geklärt».

## Ehrungen
2020 wurde Michael Albasini bei der Wahl zum Schweizer Radsportler des Jahres mit dem Lifetime Award ausgezeichnet.

## Erfolge
1998
- Schweizer Meister – Strassenrennen (Junioren)
- Schweizer Meister – Berg (Junioren)

2002
- Europameister – Strassenrennen (U23)

2005
- eine Etappe Tour de Suisse

2007
- eine Etappe Circuit de la Sarthe

2008
- eine Etappe Tour de Luxembourg

2009
- eine Etappe Vuelta al País Vasco
- eine Etappe Tour de Suisse
- Gesamtwertung und eine Etappe Österreich-Rundfahrt

2010
- Gesamtwertung und eine Etappe Tour of Britain

2011
- Bergwertung Vuelta al País Vasco
- eine Etappe Bayern-Rundfahrt
- Grosser Preis des Kantons Aargau
- eine Etappe Vuelta a España

2012
- Gesamtwertung und zwei Etappen Volta a Catalunya
- eine Etappe Tour de Suisse

2013
- eine Etappe Paris–Nice
- Grosser Preis des Kantons Aargau
- Mannschaftszeitfahren Tour de France

2014
- drei Etappen Tour de Romandie
- Tre Valli Varesine

2015
- zwei Etappen Tour de Romandie

2016
- eine Etappe und Punktewertung Tour de Romandie

2017
- eine Etappe Vuelta al País Vasco
- eine Etappe Tour de Romandie
- Coppa Agostoni

2018
- Gesamtwertung, eine Etappe und Punktewertung Tour des Fjords
- Gesamtwertung und drei Etappen Hammer Stavanger

## Grand Tours-Platzierungen
| Grand Tour            | 2004 | 2005 | 2006 | 2007 | 2008 | 2009 | 2010 | 2011 | 2012 | 2013 | 2014 | 2015 | 2016 | 2017 | 2018 | 2019 | 2020 |
| --------------------- | ---- | ---- | ---- | ---- | ---- | ---- | ---- | ---- | ---- | ---- | ---- | ---- | ---- | ---- | ---- | ---- | ---- |
| Giro d’ItaliaGiro     | 88   | –    | –    | –    | –    | –    | 123  | –    | –    | –    | –    | –    | –    | –    | –    | –    | –    |
| Tour de FranceTour    | –    | 145  | 117  | 59   | –    | –    | –    | –    | 110  | 86   | 70   | DNF  | 132  | 98   | –    | –    | –    |
| Vuelta a EspañaVuelta | –    | –    | –    | –    | –    | DNF  | –    | 123  | –    | –    | –    | –    | –    | –    | 112  | –    | –    |